# Francuskie Terytoria Południowe i Antarktyczne
Francuskie Terytoria Południowe i Antarktyczne (fr. Terres australes et antarctiques françaises – TAAF) – francuskie terytorium zależne obejmujące antarktyczne wyspy wulkaniczne, położone w południowej części Oceanu Indyjskiego. Położone są one częściowo u wybrzeży Afryki, a część leży niemal w równej odległości od kontynentów Afryki, Australii i Antarktydy, w pobliżu 43°S i 67°E. W ich skład wchodzi również sektor Antarktydy obejmujący Ziemię Adeli, przy czym roszczenia wobec Ziemi Adeli nie są uznawane przez niektóre państwa.
Terytoria te mają od 1955 roku status terytorium zamorskiego Francji.

## Podział
Francuskie Terytoria Południowe i Antarktyczne dzielą się na 5 dystryktów:
- Wyspy Crozeta (Îles Crozet),
- Wyspy Kerguelena (Îles Kerguelen),
- Wyspy Rozproszone (Îles Éparses de l’océan Indien; grupa wysp wydzielona w 2005 spod administracji Reunionu):
  - wyspa Bassas da India,
  - wyspa Europa,
  - wyspa Juan de Nova,
  - wyspy Glorieuses,
  - wyspa Tromelin,
- Wyspy Świętego Pawła i Amsterdam:
  - wyspa Amsterdam (Île Amsterdam),
  - Wyspa Świętego Pawła (Île Saint-Paul),
- Ziemia Adeli (Terre Adélie).

Od czasu utworzenia odrębnego terytorium zamorskiego w 1955 ziemie te były zarządzane przez administratora (administrateur supérieur) rezydującego w Paryżu. Od 1997 roku administrator miał swą siedzibę w Saint-Pierre na wyspie Reunion. W wyniku reformy administracyjnej w grudniu 2003, administratora zastąpił prefekt (najwyższy zarządca), którego siedziba nadal znajduje się na wyspie Reunion. Od 5 października 2022 urząd ten sprawuje Florence Jeanblanc-Risler, piąta kobieta w historii, która zarządza tym terytorium.

## Ludność i gospodarka
Ziemia Adeli o powierzchni około 500 tys. km² oraz wyspy zajmujące razem 7781 km² nie były nigdy zamieszkane. Jedynymi mieszkańcami są przebywający tam czasowo naukowcy – w roku 1997 było ich około 100.
Mimo tego, terytorium posiada znaczącej wielkości flotę morską, w skład której wchodziły w 1999 roku następujące jednostki: 7 masowców, 5 statków drobnicowców, 10 chemikaliowców, 9 kontenerowców, 6 statków do przewozu ciekłego gazu, 24 tankowce, jeden statek-chłodnia oraz 10 rorowców. Łączna wyporność statków tej floty wynosi blisko 2893 tys. GRT, czyli 5166 tys. DWT. Flota ta rejestrowana jest w tzw. drugim francuskim rejestrze statków, co umożliwia ich właścicielom płacenie niższych podatków i stosowanie mniej restrykcyjnych regulacji niż w przypadku głównego rejestru.
Podstawowym bogactwem naturalnym tego terytorium są ryby i skorupiaki. Aktywność gospodarcza ogranicza się do utrzymywania tu stacji meteorologicznej i geofizycznych stacji naukowych, a także znaczącej floty rybackiej. Ryby złowione na tych akwenach eksportowane są do Francji i Reunionu. Roczny dochód terytorium wynosi około 18 mln dolarów.
Terytorium posiada domenę internetową .tf.

## Przyroda
Na terytorium zaobserwowano 153 gatunki autochtoniczne zwierząt, w tym 51 występujących endemicznie a jeden uznano za wymarły – ptak Anas marecula z rodziny kaczkowatych wymarł przed 1793 rokiem na wyspie Amsterdam, a główną przyczyną jego wyginięcia były polowania. Z kolei 18 gatunków zwierząt zostało introdukowanych lub ich pochodzenie nie jest znane. Ponadto odnotowano występowanie jednego gatunku chromist – Microfissurata australis. Zarejestrowano także 39 gatunków roślin – z czego 7 to endemity (Agrostis delislei, Colobanthus diffusus, Lyallia kerguelensis, Pentaschistis insularis, Plantago pentasperma, Plantago stauntonii i Poa novarae). Ponadto 113 gatunków zostało sztucznie wprowadzonych lub ich pochodzenie nie jest znane.

## Mapy wysp

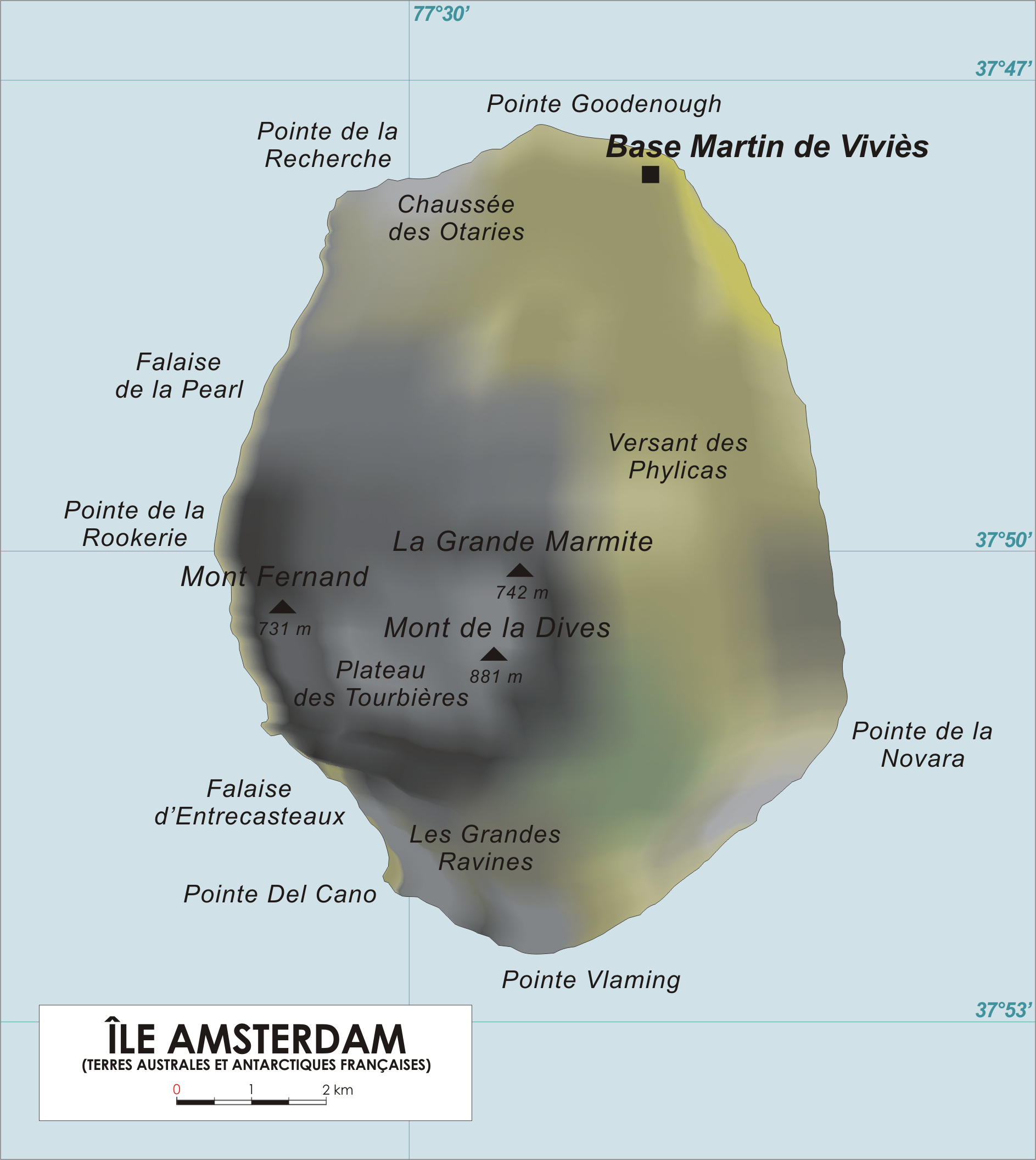
Wyspa Amsterdam
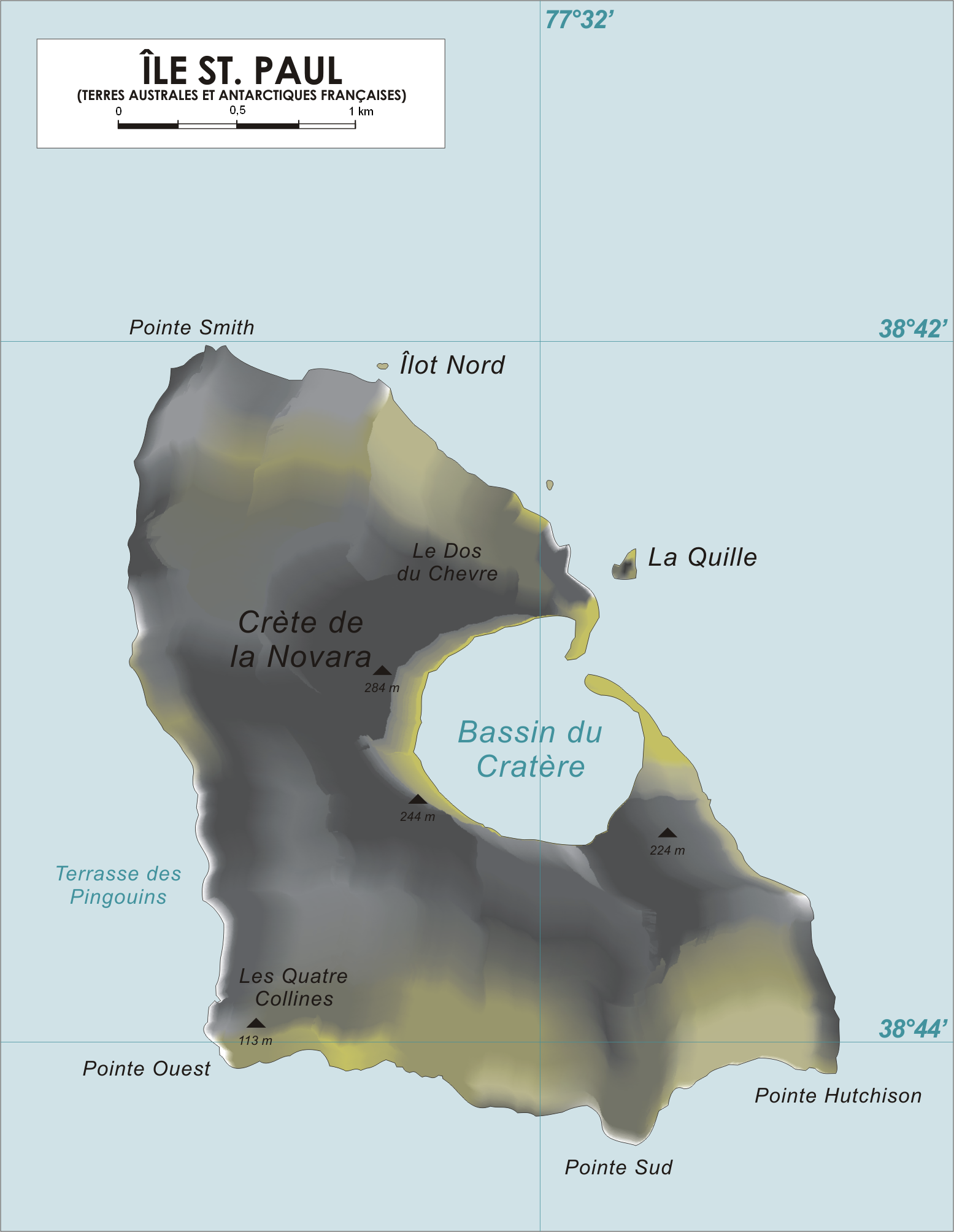
Wyspa Św. Pawła
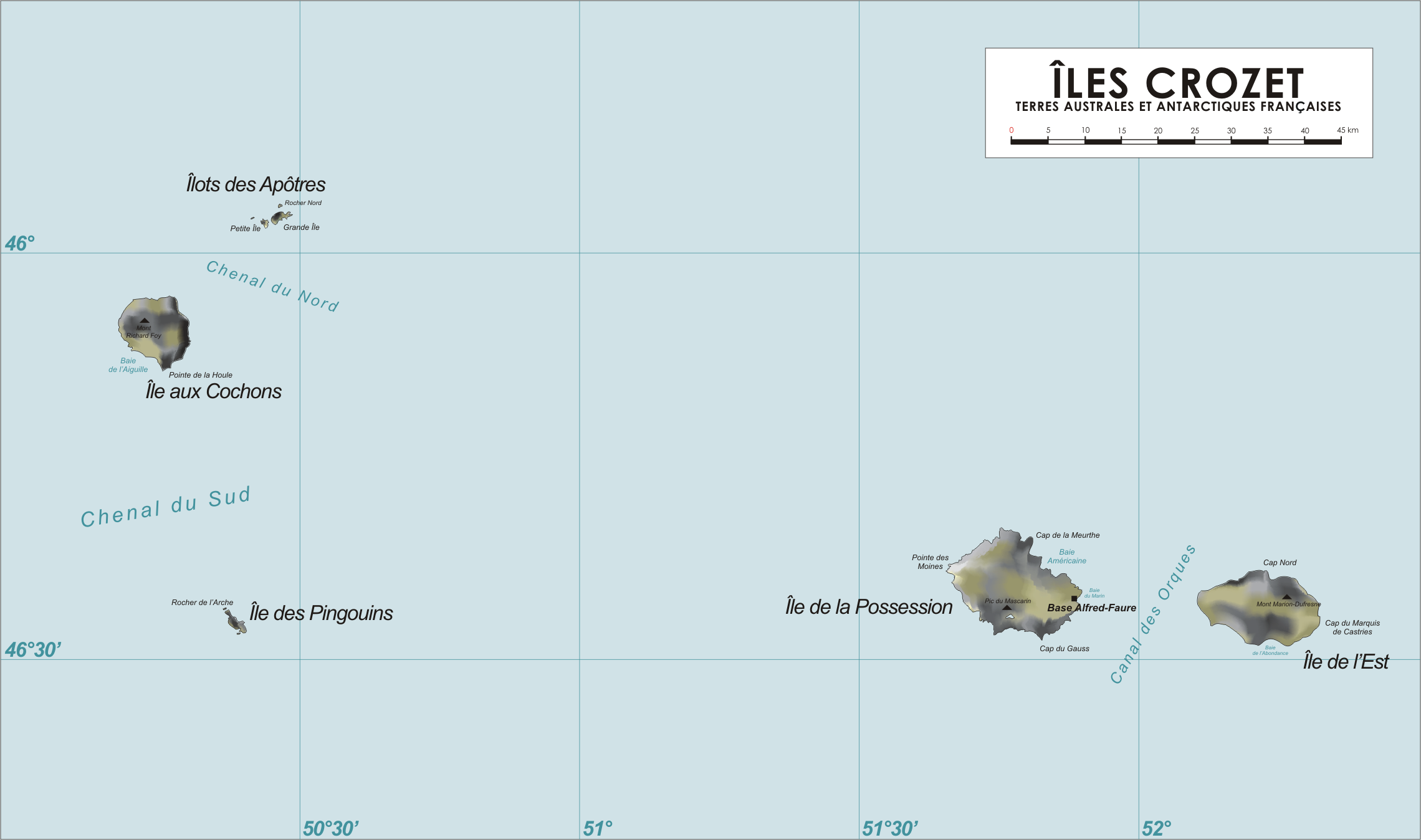
Wyspy Crozeta
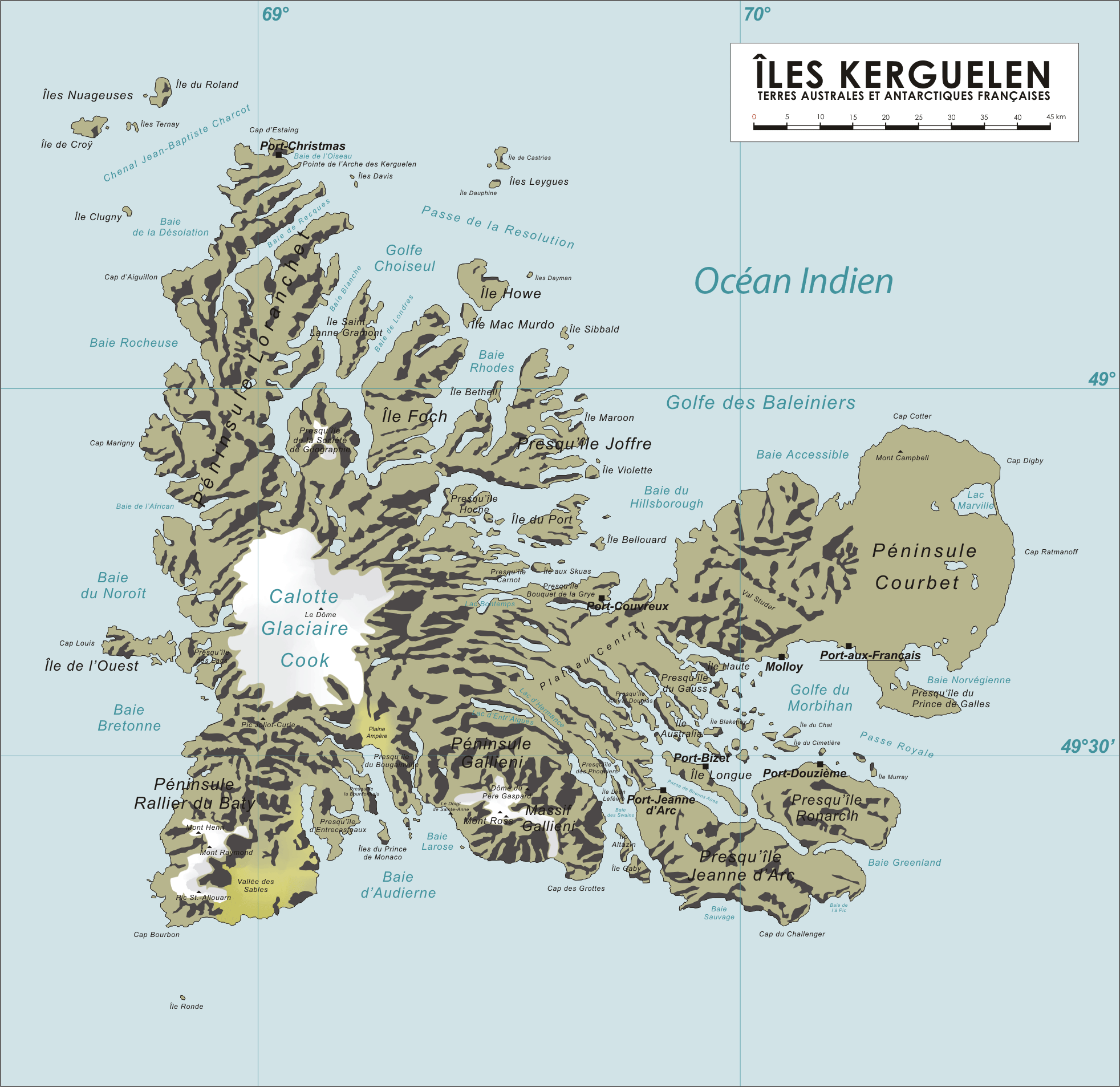
Wyspy Kerguelena
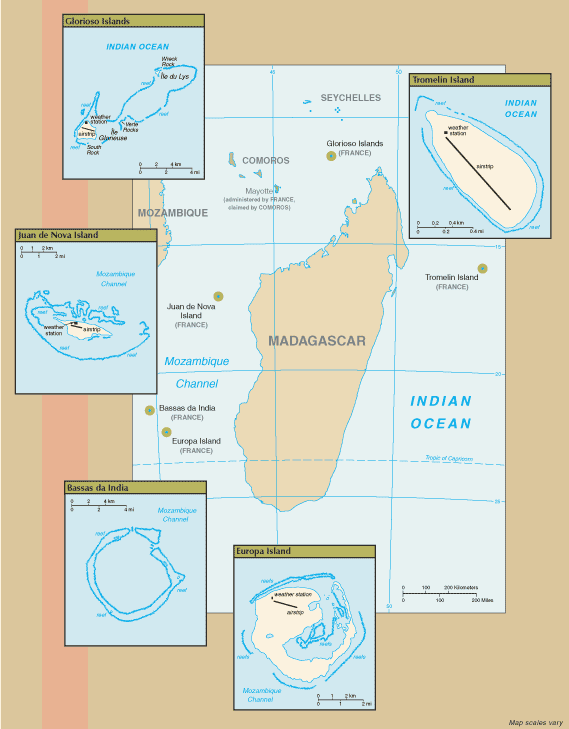
Wyspy Rozproszone